# Antonio Cunill Cabanellas
Antonio Cunill Cabanellas (Barcelone, Espagne, 1894 - Buenos Aires, 1969) en était un acteur, metteur en scène et directeur de théâtre argentin d’origine catalane espagnole.
Formé au métier de comédien dans sa ville natale, il se fixa définitivement à Buenos Aires en 1915, où il allait exercer une influence décisive sur le théâtre argentin. Après une carrière d’acteur de comédies et un rôle pionnier dans le cinéma argentin, il devint le premier directeur du Théâtre national de la Comédie, institution théâtrale publique créée en 1935 et ayant son siège au Théâtre Cervantes à Buenos Aires. Durant son mandat, qui se prolongea de 1935 à 1941, il s’appliqua, et réussit, à créer un théâtre de qualité, en particulier par le soin qu’il apporta aux aspects scénographiques et au jeu des acteurs ; quant au répertoire, il s’efforça de privilégier les dramaturges argentins. Des dissensions avec les autorités politiques de la Décennie infâme le conduiront à quitter le Cervantes et à poursuivre ailleurs sa carrière de metteur en scène, avant de prendre en 1953 la tête du populaire Théâtre General San Martín, toujours à Buenos Aires. Les événements de 1955 (renversement de Perón) l’amèneront à démissionner une nouvelle fois et à se vouer désormais à l’enseignement de l’art dramatique dans l’Institut national d’études théâtrales par lui fondé dans la décennie 1930.

## Biographie
Né à Barcelone, en Espagne, Antonio Cunill Cabanellas eut pour père le comédien Juan Cunill, célèbre sur la scène catalane, et devint, fort jeune encore, le disciple du scénographe et auteur dramatique catalan Adrià Gual. En 1910, à l’âge de seulement 16 ans, il émigra à Buenos Aires, mais s’en revint bientôt en Catalogne ; enfin, en 1915, il retourna en Argentine pour se fixer définitivement dans la métropole portègne.
Il tint une chronique de théâtre dans le quotidien La Prensa et vint bientôt à jouer un rôle prominent dans la vie théâtrale, alors vibrante, de Buenos Aires. Il travailla comme assistant metteur en scène, principalement dans des comédies de type zarzuela ou saynète, fort populaires alors dans le monde hispanophone. Il se mit également à écrire ses propres œuvres, et monta un grand nombre de ses pièces, notamment Chaco, qui lui valut le prix Florencio Sánchez en 1933. Parallèlement, il fut aussi, dans le cinéma argentin naissant, un précoce réalisateur et acteur de cinéma, apparaissant entre autres dans une comédie de 1917 intitulée Carlitos en Mar del Plata.
En 1933, le gouvernement national (c’est-à-dire fédéral) argentin adopta une loi portant création d’une institution théâtrale publique, le Teatro Nacional de la Comedia, et choisit pour en être le siège et lui permettre de fonctionner le Théâtre Cervantes, sis dans le centre de Buenos Aires et récemment cédé, pour raisons financières, à l’État argentin par ses fondateurs et propriétaires, le couple d’acteurs espagnols María Guerrero et Fernando Díaz de Mendoza ; l’ensemble fut placé sous l’autorité de la Commission nationale de la culture, instituée par la même loi. 
Cependant, deux années encore passeront avant que la structure décidée par le législateur ne fût enfin mise en place. Tandis que la présidence de la Comisión Nacional de Cultura revint à Matías Sánchez Sorondo, l’organisation et la direction de la Comedia furent confiées à Antonio Cunill Cabanellas. Celui-ci eut à cœur de définir et de mettre en œuvre deux objectifs essentiels : d’une part, atteindre le meilleur niveau possible pour les productions du théâtre, ce qui impliquait pour lui d’apporter le plus grand soin aux aspects scéniques (scénographie, costumes, éclairages etc.) ainsi qu’une recherche constante du perfectionnement dans le jeu des comédiens ; et d’autre part, bénéficier, lors du choix du répertoire, du soutien total de la part des auteurs argentins. Pour les besoins du premier objectif, il créa un atelier de création scénographique et de costumes ; en vue du deuxième, il fut constitué une Commission de lecture, composée de figures du monde artistique, telles que José González Castillo, Enrique García Velloso, Leopoldo Marechal et Cunill lui-même, entre autres, tous imprégnés de l’idée qu’un théâtre national n’était pas concevable sans la présence d’un grand nombre d’auteurs nationaux de qualité. Ce qui caractérisait le travail de Cunill était d’abord le haut niveau artistique des spectacles, à tous égards, résultat obtenu grâce aux collaborateurs qui le secondaient (acteurs, scénographes, musiciens etc.), ensuite le fort appui apporté à de jeunes auteurs nationaux, dont les œuvres jouissaient des mêmes conditions de production que celles des auteurs consacrés. Enfin, pour constituer sa troupe de comédiens, Cunill sut attirer dans son théâtre les meilleurs acteurs professionnels du moment.
La Comedia fit ses débuts le 24 avril 1936, avec ce qui était déjà alors un classique du théâtre, Locos de verano de Gregorio de Laferrère, production qui sera un succès retentissant pour Cunill et son équipe.
Parallèlement à cette mission, Cunill fonda l’actuel Institut national d’études théâtrales (Instituto Nacional de Estudios de Teatro), créa un musée du théâtre dans l’aile droite du hall d’entrée du Cervantes, et jeta les bases des Archives théâtrales et de la bibliothèque de l’Institut. 
En 1941, Cunill Cabanellas démissionna de ses fonctions à la Comedia Nacional, et l’on évoqua comme motif de cette décision la lassitude, voire la maladie. Cependant, la raison de cette démission est à chercher probablement dans la mise en place d’une Commission adjointe (Comisión Asesora) auprès du Teatro Cervantes, chargée d’en contrôler la gestion, mise en place décidée par la Commission nationale de la Culture, dirigée alors par l’écrivain et homme politique d’extrême droite Gustavo Martínez Zuviría, alias Hugo Wast.
Il n’en poursuivit pas moins sa prolifique carrière de metteur en scène et de directeur de théâtre sur la scène locale, montant en particulier plusieurs pièces de Leopoldo Marechal, notamment La Tres Caras de Venus (litt. les Trois Visages de Venus) en 1951, en plus de ses propres œuvres, comme Fin de semana (litt. Weekend) en 1949, et Songe d’une nuit d’été de William Shakespeare en 1953. Un certain nombre des acteurs qu’il fit découvrir pendant toute cette période, tels qu’Eva Franco, Duilio Marzio et Pepe Soriano, s’affirmeront ensuite comme des figures éminentes tant du théâtre que du cinéma argentin,,.
Il fut nommé directeur adjoint du Conservatoire national supérieur de musique, puis sera appelé en 1953 à diriger le Théâtre General San Martín à Buenos Aires, institution publique et le plus grand théâtre populaire en Argentine. Il eut à gérer l’établissement dans une phase difficile, marquée par des difficultés budgétaires (consécutives à la construction alors en cours, sur l’avenue Corrientes, du nouveau bâtiment de ce théâtre, de style moderniste, dont la troisième salle, inaugurée en 1979, sera baptisée à son nom) et par l’instabilité politique, qui devait aboutir au renversement du président Juan Perón en 1955. Cunill du reste remit sa démission à la veille de cet événement, et, retourné à la tête de son Institut national d’études théâtrales, dont les locaux jouxtent le Théâtre Cervantes, y enseigna jusqu’à sa mort en 1969. 
Cunill Cabanellas joua un grand rôle dans l’histoire du théâtre en Argentine. Son principal apport fut de centrer l’attention sur la mise en scène et sur la direction d’acteurs. Précédemment en effet, les interprètes de théâtre avaient coutume d’apprendre le métier de comédien de façon empirique et intuitive, ou, pour quelques-uns d’entre eux, par tradition familiale. Cunill Cabanellas fut le premier en Argentine à insister sur la formation systématique et consciente des acteurs, par un enseignement dispensé dans des écoles spécialisées d’art dramatique. Il rédigea par ailleurs un ouvrage théorique sur le théâtre, intitulé El teatro y el estilo del actor: Origenes y fundamentos, édité chez Marymar à Buenos Aires.
Le département des Arts dramatiques de l’Institut universitaire national des Arts porte en son honneur le nom Antonio Cunill Cabanellas.